# Каза ла Селва (Казерта)
Каза ла Селва је насеље у Италији у округу Казерта, региону Кампанија.
Према процени из 2011. у насељу је живело 52 становника. Насеље се налази на надморској висини од 122 м.